# Diplotaxis ilorcitana
Diplotaxis ilorcitana är en korsblommig växtart som först beskrevs av fader Sennen, och fick sitt nu gällande namn av Aedo, Mart.-laborde och Muñoz Garm. Diplotaxis ilorcitana ingår i släktet mursenaper, och familjen korsblommiga växter. IUCN kategoriserar arten globalt som livskraftig. Inga underarter finns listade i Catalogue of Life.